# Arborea uralkodóinak listája

Az Arboreai Királyság (Judikátus) címere

Szardínia négy történelmi királysága: Arborea, Gallura, Kalaris (Cagliari) és Torres (Logudoro)

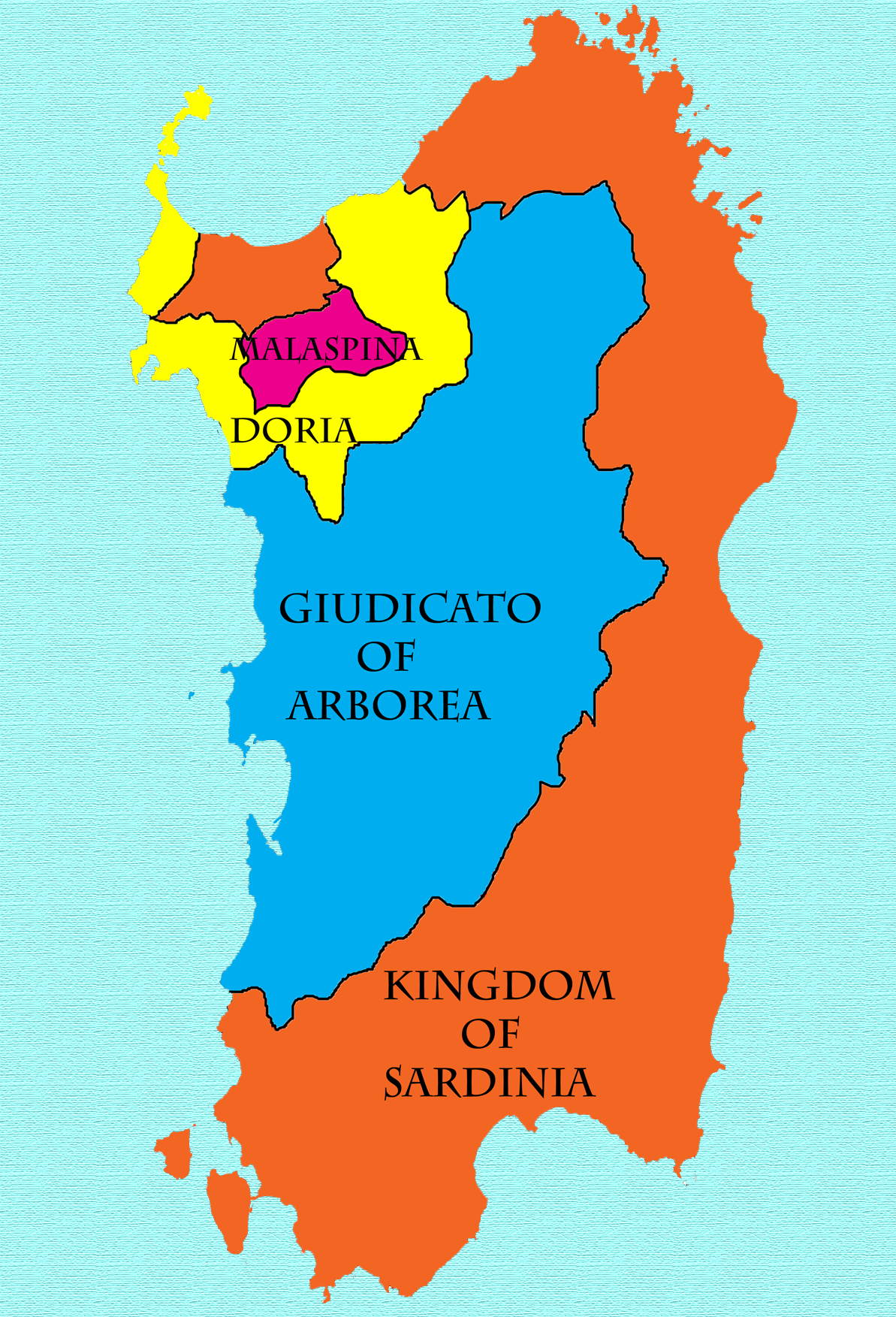
Az Arboreai Királyság kiterjedése 1324-ben, a Szárd Királyság megalapításakor

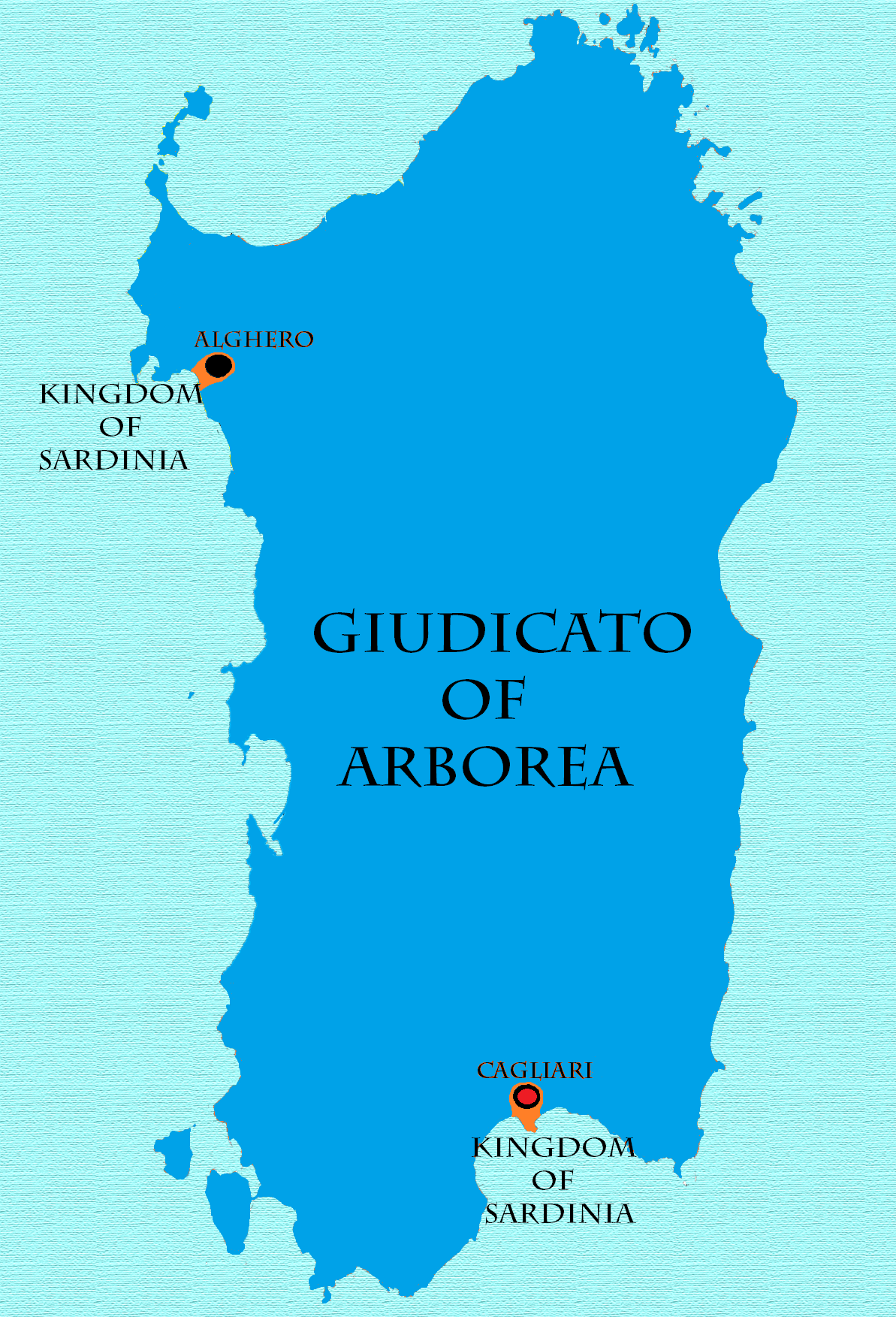
Az Arboreai Királyság kiterjedése 1368 és 1388, valamint 1392 és 1409 között

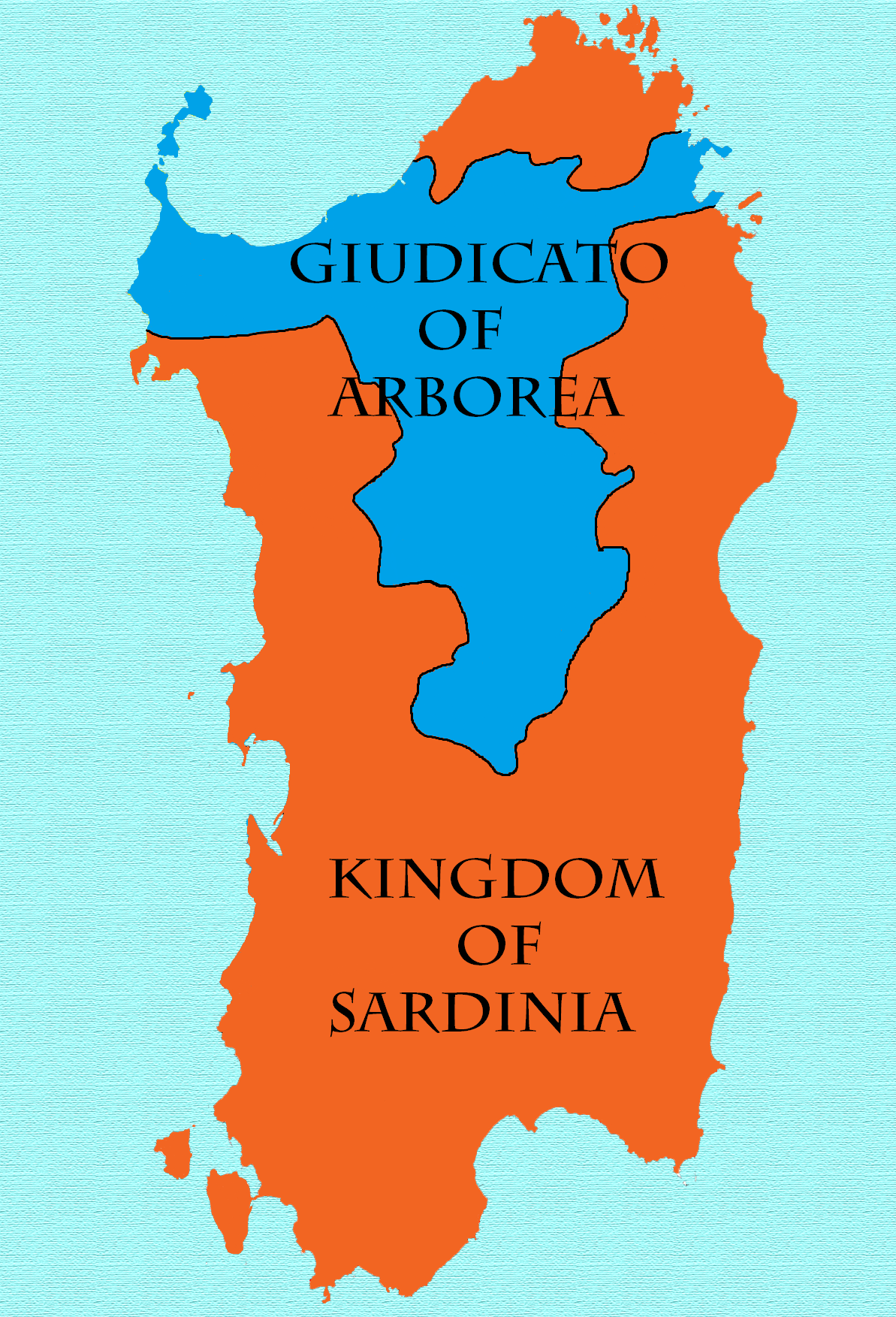
Az Arboreai Királyság kiterjedése 1410 és 1420 között

Arborea uralkodóinak listáját tartalmazza az alábbi felsorolás. Az Arboreai Királyság történelmi állam Szardínia szigetén, amely a legtovább őrizte meg a függetlenségét. Gallura, Kalaris (Cagliari) és Torres (Logudoro) mellett a négy (hűbéres) királyság (judikátus) egyike. A szárd államok élén a király vagy a judex állt. A iudex/judex ugyan a latinban (igazságszolgáltató) bíró jelentéssel bírt, azonban funkciójában uralkodói (végrehajtó és törvényhozó) hatalommal is rendelkezett, így a helyi változatban a király szinonímiája volt, szárdul: giuighe/re, franciául: juge, olaszul: giudice/re, katalánul: jutge, spanyolul: juez, latinul: iudex/rex Arboreae. Az Arboreai Királyság, szárdul: Rennu/Judicadu de Arbaree, franciául: Judicat d'Arborée, olaszul: Giudicato(Regno di Arborea, katalánul: Jutjat d'Arborea, spanyolul: Juzgado de Arborea, latinul: Iudicatus/Regnum Arboreae, 1000 körül jött létre, és 1420-ig állt fent, amikor is az egységes Szárd Királyság része lett. Fővárosa 1070-ig Tharros, 1410-ig Oristano, végül 1420-ig Sassari volt. 1164. augusztus 10-én I. Barisone (Baresonus) arboreai királyt I. Frigyes német-római császár megtette egész Szardínia királyának, és ekkortól eredeztethető a szárd királyi cím és az egész sziget politikai egysége egy közös (szárd származású) uralkodó alatt.

## Arboreai Királyság (Judikátus)

### Baux/Balzo-ház, Oristano székhellyel, 1192–1404
| Uralkodás kezdete | Vége | Képe | Név         | Megjegyzések |
| ----------------- | ---- | ---- | ----------- | --- |
| 1321              | 1336 |      | II. Hugó    | judex/király, felesége Benedikta arboreai királyné (szárdul: judikessa/reina) |
| 1336              | 1347 |      | III. Péter  | judex/király, II. Hugó elsőszülött fia, felesége 1328-tól Saluzzói Konstancia (?–1348. február 18.), de gyermeke nem született.                                                                             |
| 1347              | 1375 |      | IV. Marián  | judex/király, (1319 körül–1375. május), II. Hugó negyedszülött fia, felesége Rocabertí Timbor algrófnő (1318–1364), 4 gyermekük született.                                                                  |
| 1375              | 1383 |      | III. Hugó   | judex/király, (1337 körül–1383. március 3.), IV. Marián elsőszülött fia, felesége Castelli Battista, 1 lányuk született, Benedikta 1363 körül, akit apjával együtt meggyilkoltak.                           |
| 1383              | 1404 |      | I. Eleonóra | judex/királynő, (1340. június 6.–1404. szeptember 23.), IV. Marián elsőszülött lánya, férje 1376-tól Brancaleone Doria (1337–1409. január), Monteleone grófja, 2 fiuk született, akikkel együtt uralkodott. |

### Doria-ház, Oristano székhellyel, 1387–1407
| Uralkodás kezdete | Vége | Képe | Név        | Megjegyzések |
| ----------------- | ---- | ---- | ---------- | --- |
| 1383              | 1387 |      | I. Frigyes | judex/király, (1377–1387), I. Eleonóra és Brancaleone Doria elsőszülött fia, akikkel együtt uralkodott.                                              |
| 1387              | 1407 |      | V. Marián  | judex/király, (1378/79–1407), I. Eleonóra és Brancaleone Doria másodszülött fia, akikkel együtt uralkodott. Nem nősült meg, gyermekei nem születtek. |

### Narbonne-ház, Oristano, majd 1410-től Sassari székhellyel, 1407–1420
| Uralkodás kezdete | Vége | Képe | Név       | Megjegyzések |
| ----------------- | ---- | ---- | --------- | --- |
| 1407              | 1420 |      | I. Vilmos | judex/király, (1370–1424. augusztus 14.), koronázása: 1409. január 13., Oristano, II. Vilmos néven Narbonne algrófja, IV. Marián dédunokája, annak másodszülött lánya, Atboreai Beatrix (1343 körül–1377) révén, aki az apai nagyanyja volt. 1409. június 30-án a Sanluri csatában I. (Ifjú) Márton szicíliai király és az apja I. (Idős) Márton aragón és szárd király nevében a még aragón kézen maradt Szardínia kormányzója legyőzte Vilmost. A győzelmet viszont a győztes nem tudta kiaknázni, mert Ifjú Márton király pár héttel később, július 25-én Cagliariban törvényes utódok hátrahagyása nélkül maláriában meghalt. Ez valamint az egy évvel később, Idős Márton 1410-es halála után a trónöröklés megoldatlansága miatt kirobbant aragón örökösödési háború egy időre lélegzetvételnyi időhöz juttatta a csatavesztéssel meggyengült Arboreát. 1420. augusztus 17-én pedig Vilmos eladta a jogait V. Alfonz aragóniai királynak 100.000 aranyforintért, aki II. Alfonz néven Szardínia királya is volt, így teljessé vált a sziget egysége, az Arboreai Királyság állami léte pedig ezzel megszűnt. Felesége Armagnaci Margit grófnő, Armagnaci Mattea aragóniai trónörökösné nagyunokahúga, akitől gyermekei nem születtek. |